# Jean Defraigne
Jean Pierre Marie Olivier Germain Defraigne (* 19. April 1929 in Roosendaal en Nispen, Nordbrabant, Niederlande; † 15. März 2016) war ein belgischer Politiker der Parti Réformateur Libéral (PRL), der nicht nur Minister, sondern auch zwei Mal Präsident der Abgeordnetenkammer war.

## Biografie
Nach dem Schulbesuch studierte er Rechtswissenschaft an der Universität Lüttich und war nach der Promotion zum Doktor der Rechte als Rechtsanwalt tätig und wurde später Schöffe von Lüttich.
1965 wurde er als Kandidat der PRL erstmals zum Mitglied der Abgeordnetenkammer gewählt und gehörte dieser bis 1974 an. Während dieser Zeit war er von Januar 1973 bis April 1974 in der Regierung von Premierminister Edmond Leburton Staatssekretär für Regionalwirtschaft beim Wirtschaftsminister Willy Claes.
Nach seinem Ausscheiden aus der Abgeordnetenkammer war er zwischen 1974 und 1977 Mitglied des Senats. Im April 1974 berief ihn Premierminister Leo Tindemans zugleich zum Minister für öffentliche Arbeiten. Dieses Ministeramt bekleidete er bis 1976.
1977 wurde Defraigne erneut zum Mitglied der Abgeordnetenkammer gewählt und blieb dort bis 1989 tätig. Zwischen dem 20. Mai 1980 und dem 24. Oktober 1980 war er erstmals Präsident der Abgeordnetenkammer. Dieses Amt bekleidete er erneut vom 18. Dezember 1981 bis zum 19. Januar 1988.
Für seine politischen Verdienste wurde ihm am 2. Dezember 1983 der Ehrentitel Staatsminister verliehen. 1989 erfolgte seine Wahl zum Mitglied des 3. Europäischen Parlamentes, dem er bis 1994 angehörte.